# Pere
Pere ist eine ungarische Gemeinde im Kreis Gönc im Komitat Borsod-Abaúj-Zemplén.

## Geografische Lage
Pere liegt in Nordungarn, 32 Kilometer nordöstlich des Komitatssitzes Miskolc, 24 Kilometer südwestlich der Kreisstadt Gönc am linken Ufer des Flusses Hernád. Nachbargemeinden sind Hernádbűd und Hernádszentandrás. Die nächstgelegene Stadt Abaújszántó befindet sich 4 Kilometer östlich.

## Geschichte
Der Ort wurde im Jahre 1282 erstmals schriftlich erwähnt. Im Jahr 1913 gab es in der damaligen Kleingemeinde 139 Häuser und 841 Einwohner auf einer Fläche von 1653 Katastraljochen. Sie gehörte zu dieser Zeit zum Bezirk Gönc im Komitat Abaúj-Torna.

## Sehenswürdigkeiten
- Griechisch-katholische Kirche Szentlélek eljövetele, erbaut 1862
- Reformierte Kirche, erbaut 1813
- Römisch-katholische Kirche Szentháromság, erbaut 1887

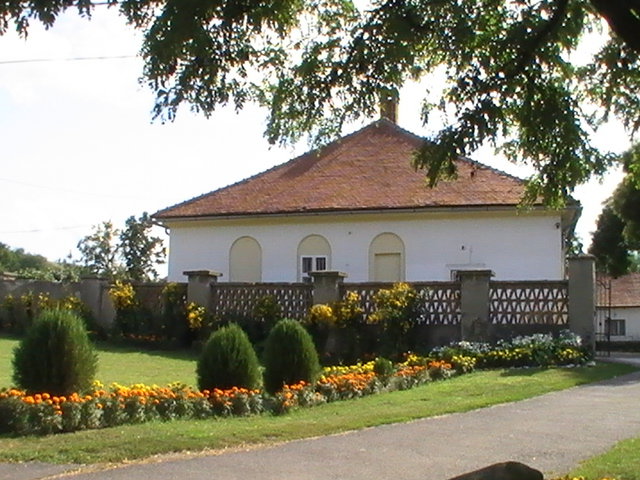
Schloss Bárczay

- Schloss Bárczay (Bárczay-kastély)
- Szent-Erzsébet-Denkmal

## Verkehr
In Pere treffen die Landstraßen Nr. 3704 und Nr. 3707 aufeinander. Es bestehen Busverbindungen über Hernádszentandrás nach Inancs. Die nächstgelegenen Bahnhöfe befinden sich östlich in Abaújszántó und westlich in Inancs.